# Lordomyrma rouxi
Lordomyrma rouxi é uma espécie de formiga do gênero Lordomyrma, pertencente à subfamília Myrmicinae.